# 太行街道 (沁阳市)
太行街道，是中华人民共和国河南省焦作市沁阳市下辖的一个乡镇级行政单位。

## 行政区划
太行街道下辖以下地区：
清平社区、罗庄社区、秦谷沱社区、亢庄社区、马坡社区、丁庄社区、朱庄社区、水南关社区、华新社区、白庄村、秘涧村、西义合村、西沁阳村、东沁阳村、北关庄村、东义合村和毛庄村。